# Wybory prezydenckie w Polsce w 2020 roku (drugie)
Wybory prezydenckie w Polsce w 2020 roku – wybory prezydenckie w Polsce wyznaczone na 28 czerwca 2020. Zostały zarządzone po tym, jak w wyniku sytuacji związanej z epidemią COVID-19 nie doszło do głosowania w wyborach planowanych na 10 maja 2020, w związku z czym Państwowa Komisja Wyborcza wydała uchwałę, w której dokonała interpretacji, że brak możliwości głosowania na kandydatów był równoważny w skutkach z sytuacją braku kandydatów. Prawo startu w ponownych wyborach bez zbierania wymaganych kodeksem wyborczym 100 tysięcy podpisów poparcia uzyskali kandydaci, którzy byli zarejestrowani w wyborach zarządzonych na 10 maja.
Wybory zakończyły się zwycięstwem urzędującego prezydenta Andrzeja Dudy, który został wybrany na drugą kadencję, otrzymując 51,03% głosów w drugiej turze, w której pokonał Rafała Trzaskowskiego.

## Ogłoszony termin przeprowadzenia wyborów
Zgodnie z art. 128 Konstytucji Rzeczypospolitej Polskiej, wybory prezydenckie muszą odbyć się w dzień wolny od pracy przypadający między 75. a 100. dniem przed końcem kadencji urzędującego prezydenta (chyba że zostanie wprowadzony stan wojenny, wyjątkowy albo klęski żywiołowej, odpowiednio przedłużający kadencję). Ponieważ pięcioletnia kadencja Andrzeja Dudy kończyła się 6 sierpnia 2020, I tura w zwykłym terminie mogła zostać zarządzona na dzień wolny między 27 kwietnia a 22 maja 2020. W pierwotnie zarządzonym terminie wyborów (10 maja) nie było możliwości głosowania, zaś 22 maja minął zgodny z Konstytucją czas na przeprowadzenie wyborów. Ostatecznie dopiero 3 czerwca 2020 marszałek Sejmu Elżbieta Witek zarządziła wybory na 28 czerwca 2020 roku.

## Kalendarz wyborczy
Ogłaszając termin wyborów, zgodnie z art. 289 § 1 i art. 290 Kodeksu wyborczego marszałek Sejmu określa dni, w których upływają terminy wykonania czynności wyborczych przewidzianych w ustawie (kalendarz wyborczy). Postanowieniem Marszałka Sejmu Rzeczypospolitej Polskiej z 3 czerwca 2020 o zarządzeniu wyborów Prezydenta Rzeczypospolitej Polskiej (Dz.U. z 2020 r. poz. 988) ustalony został kalendarz wyborczy:
- 5 czerwca 2020 – termin zawiadamiania Państwowej Komisji Wyborczej o utworzeniu komitetu wyborczego
- 9 czerwca 2020 – termin na podanie do wiadomości publicznej informacji o numerach i granicach obwodów głosowania oraz siedzibach obwodowych komisji wyborczych
- 10 czerwca 2020 – termin złożenia wymaganych 100 tysięcy podpisów poparcia
- 12 czerwca 2020 – termin zgłaszania przez pełnomocników wyborczych kandydatów do obwodowych komisji wyborczych
- 15 czerwca 2020 – termin powołania okręgowych komisji wyborczych
- 15 czerwca 2020 – podanie do publicznej wiadomości danych o kandydatach na prezydenta
- 16 czerwca 2020 – początek emisji w mediach bezpłatnych spotów wyborczych
- 16 czerwca 2020 – termin zgłaszania zamiaru głosowania korespondencyjnego
- 19 czerwca 2020 – termin składania wniosków ws. głosowania przez pełnomocnika
- 23 czerwca 2020 – termin składania wniosków ws. głosowania poza miejscem zamieszkania
- 23 czerwca 2020 – termin składania wniosków o dopisanie do spisu wyborców w wybranym obwodzie głosowania
- 25 czerwca 2020 – termin składania wniosków o wpisanie do spisu wyborców na statkach morskich
- 25 czerwca 2020 – termin zgłaszania przez wyborców przebywających za granicą dopisania do spisu wyborców za granicą
- 26 czerwca 2020 – termin zgłaszania przez wyborców podlegających w dniu głosowania obowiązkowej kwarantannie, izolacji lub izolacji w warunkach domowych zamiaru głosowania korespondencyjnego
- 27 czerwca 2020 (godz. 0:00) – koniec rozpowszechniania audycji wyborczych, początek tzw. ciszy wyborczej
- 28 czerwca 2020 – pierwsze głosowanie w godzinach 7:00–21:00
- 30 czerwca 2020 – ogłoszenie rano wyników pierwszego głosowania przez Państwową Komisję Wyborczą[7]

W związku z nieuzyskaniem więcej niż połowy ważnie oddanych głosów przez żadnego z kandydatów, zgodnie z kodeksem wyborczym, czternastego dnia po pierwszym głosowaniu przeprowadzono ponowne głosowanie.
- 11 lipca 2020 (godz. 0:00) – koniec rozpowszechniania audycji wyborczych, początek tzw. ciszy wyborczej
- 12 lipca 2020 – ponowne głosowanie w godzinach 7:00–21:00

## Kandydaci na Prezydenta Rzeczypospolitej

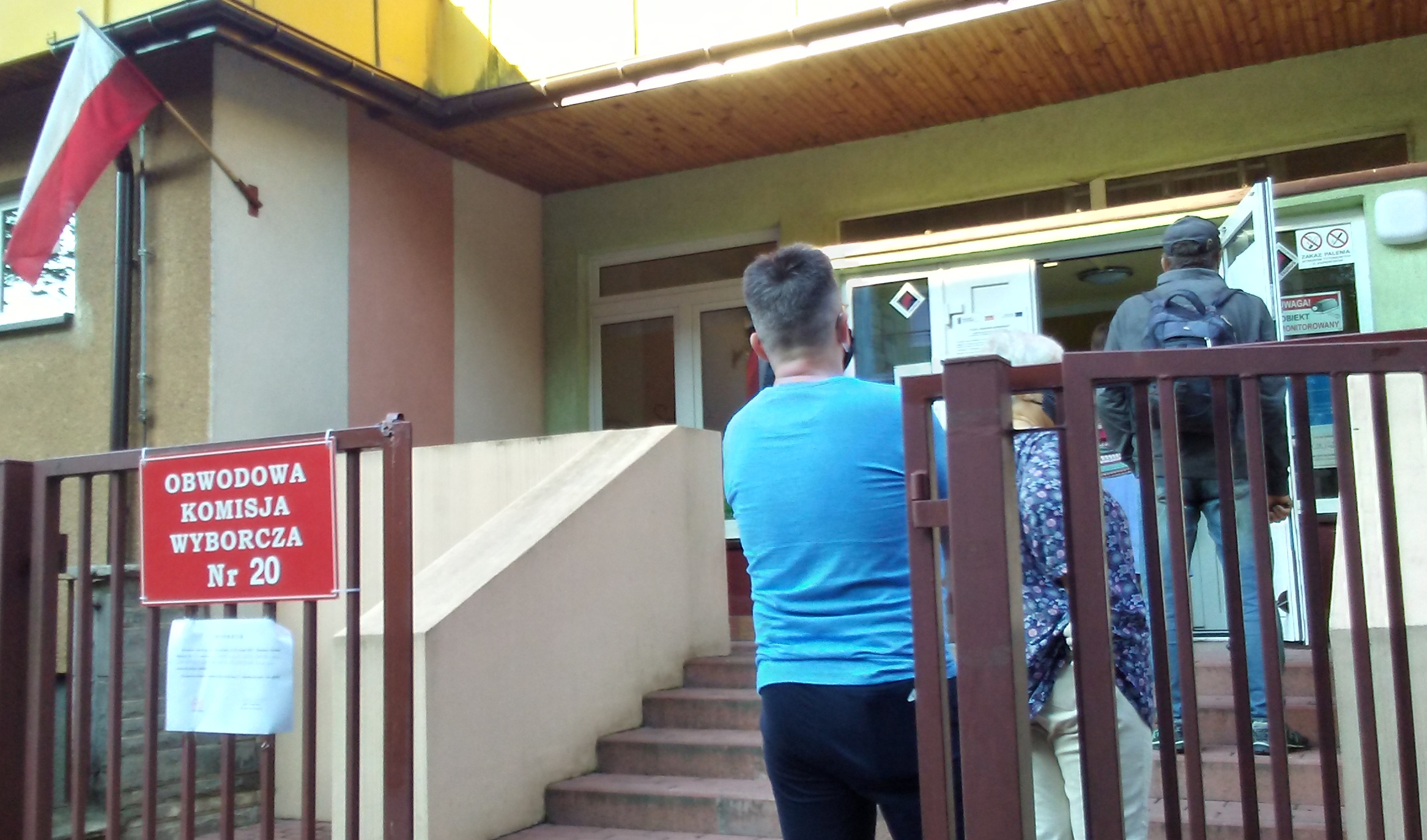
Kolejka do głosowania w Tomaszowie Mazowieckim, kilka minut po otwarciu lokalu

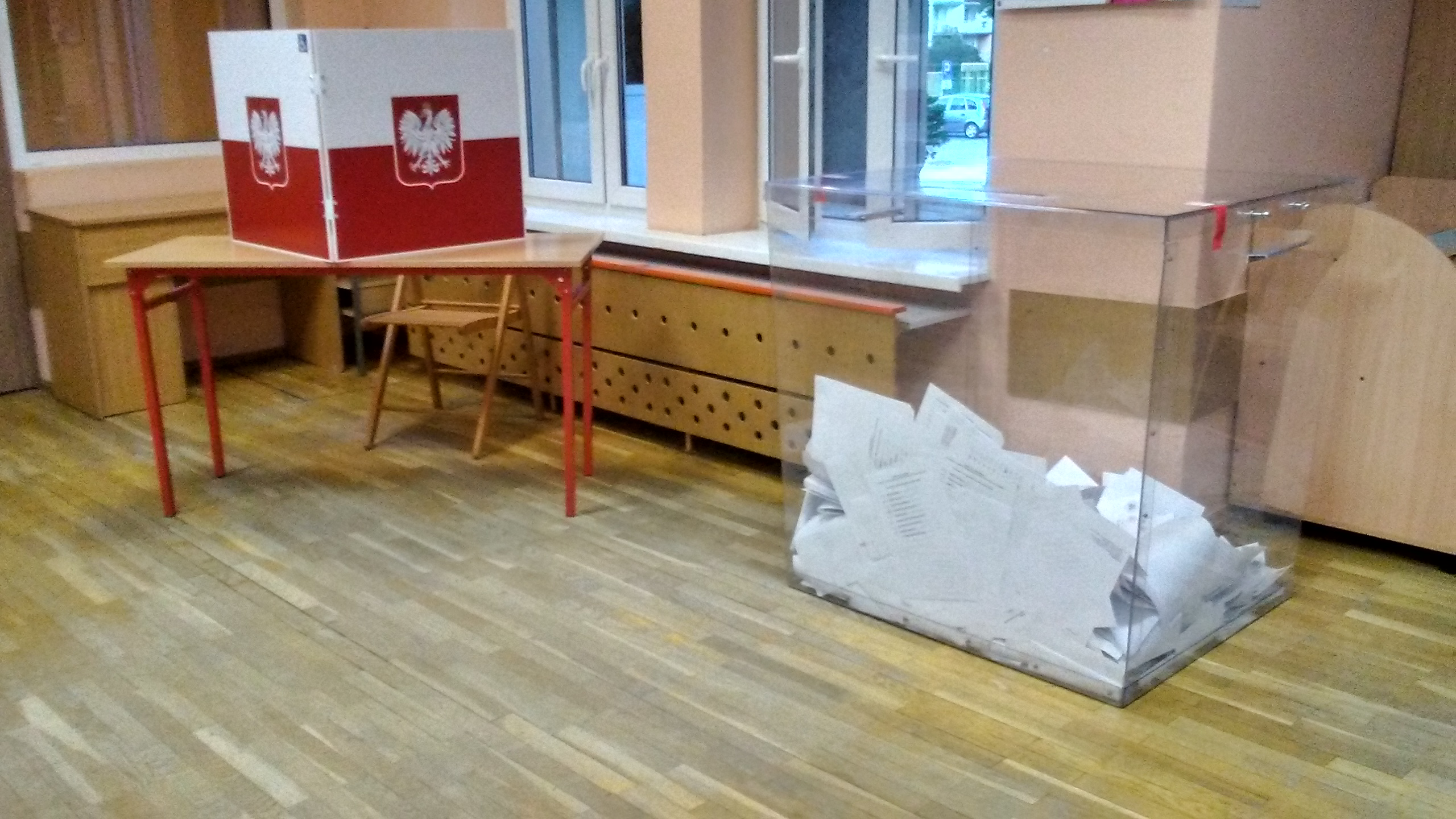
Urna wyborcza oraz stanowisko do tajnego głosowania

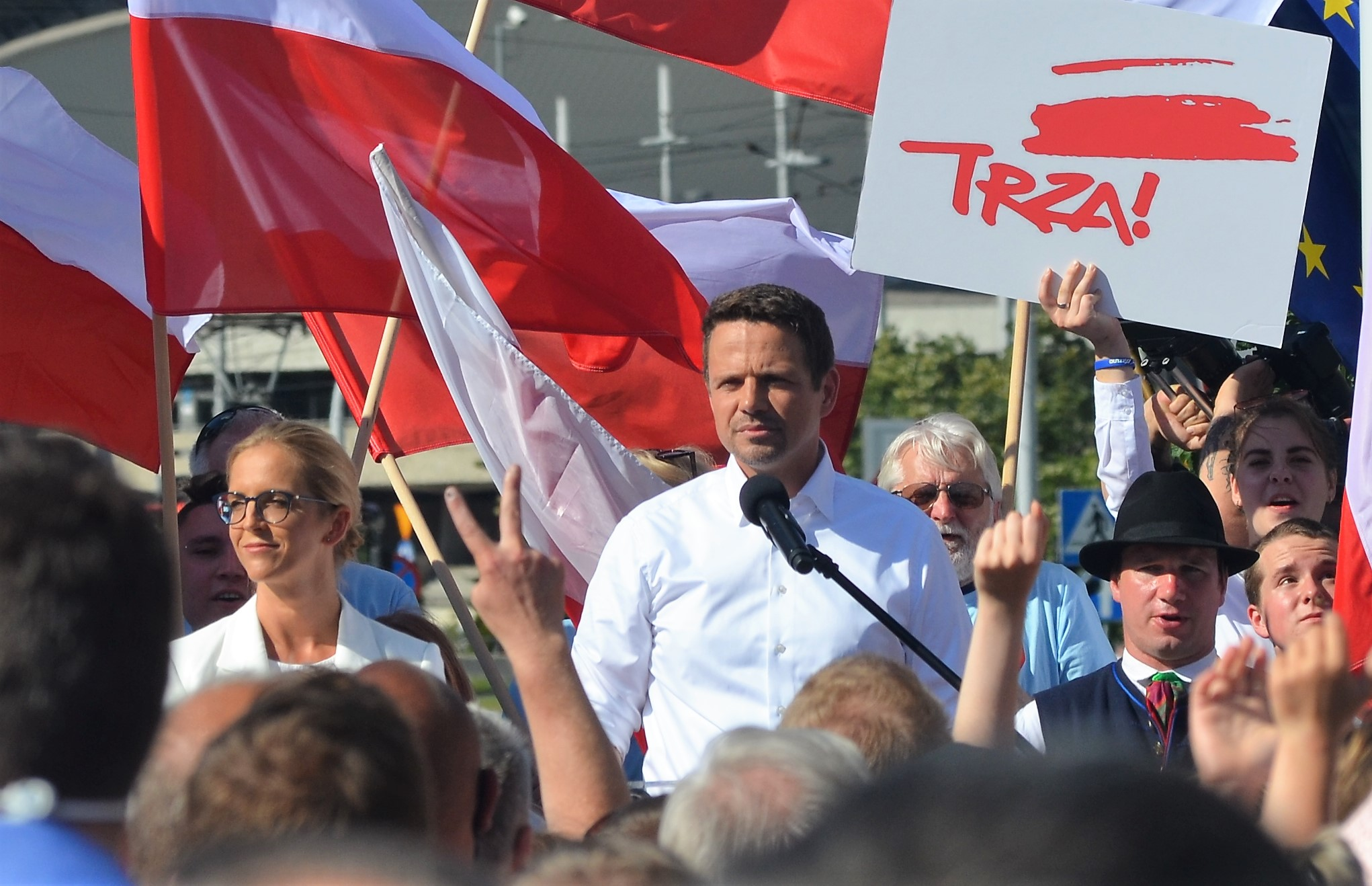
Rafał i Małgorzata Trzaskowscy

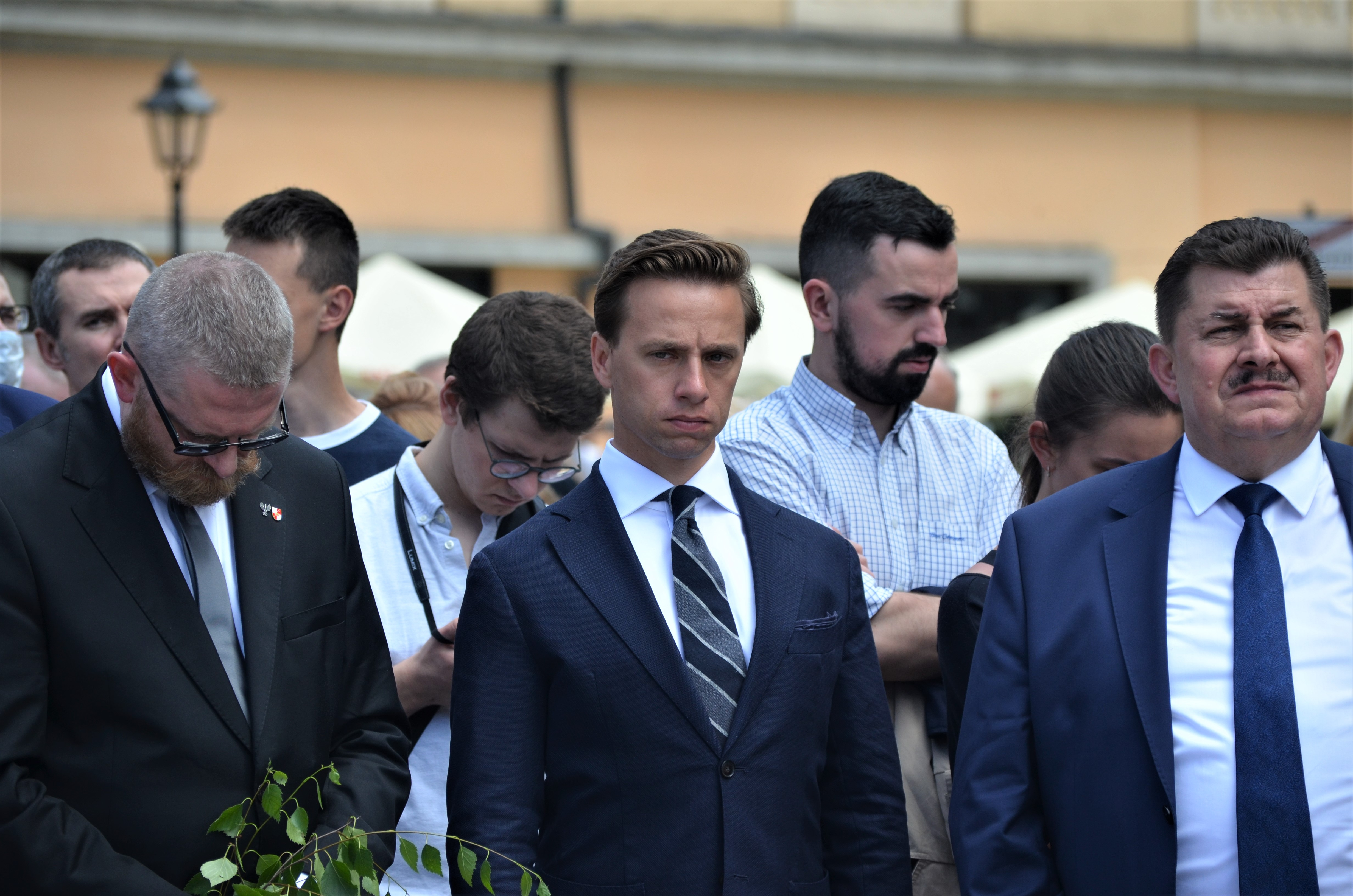
Krzysztof Bosak

Zgodnie z artykułem 296 ustawy z 5 stycznia 2011 roku – Kodeks wyborczy (Dz.U. z 2022 r. poz. 1277, z późn. zm.), kandydatem na prezydenta Rzeczypospolitej może być osoba zgłoszona przez co najmniej 100 tysięcy obywateli, mających prawo wybierania do Sejmu. Zgłoszenia takiego dokonuje formalnie popierający go komitet wyborczy, który powstaje po pisemnym wyrażeniu zgody przez zainteresowanego. Komitet wyborczy może utworzyć minimum 15 osób. Po zebraniu co najmniej tysiąca podpisów popierających obywateli komitet wyborczy może zostać zgłoszony Państwowej Komisji Wyborczej do zarejestrowania.

### Komitety wyborcze
Pierwszym etapem przy zgłaszaniu kandydatów na prezydenta jest utworzenie i zarejestrowanie komitetów wyborczych poszczególnych kandydatów. Prawo rejestracji komitetu wyborczego bez wymagań kodeksu wyborczego uzyskali kandydaci, którzy byli zarejestrowali w wyborach zarządzonych na 10 maja. W wymaganym terminie, do 5 czerwca 2020, do Państwowej Komisji Wyborczej wpłynęły zawiadomienia o utworzeniu od 25 komitetów wyborczych. Państwowa Komisja Wyborcza przyjęła 23 z tych zawiadomień, pozostałe dwa zaś odrzuciła. Zarejestrowano komitety wyborcze następujących kandydatów na Prezydenta Rzeczypospolitej Polskiej:
- Piotr Bakun – ekonomista, menedżer, prezes spółdzielni mieszkaniowej, dawniej świecki kaznodzieja Kościoła metodystów
- Robert Biedroń – eurodeputowany i prezes Wiosny, kandydat koalicji Lewica, były prezydent Słupska
- Krzysztof Bosak – poseł Konfederacji Wolność i Niepodległość, wiceprezes Ruchu Narodowego
- Marcin Bugajski – politolog, karateka, działacz antysystemowy
- Roland Dubowski – prezes Stowarzyszenia Spadkobierców Polskich Kombatantów II Wojny Światowej i szef towarzystwa Braterstwo Słowian
- Andrzej Duda – urzędujący prezydent
- Sławomir Grzywa – prezes Samych Swoich
- Szymon Hołownia – dziennikarz, działacz społeczny
- Marek Jakubiak – przedsiębiorca, lider Federacji dla Rzeczypospolitej, były poseł
- Władysław Kosiniak-Kamysz – poseł i przewodniczący klubu parlamentarnego Koalicji Polskiej, prezes Polskiego Stronnictwa Ludowego, były minister
- Wiesław Lewicki – prezes Normalnego Kraju
- Mirosław Piotrowski – prezes Ruchu Prawdziwa Europa, były eurodeputowany
- Andrzej Dariusz Placzyński – przedsiębiorca
- Leszek Samborski – prezes Odpowiedzialności, były poseł
- Grzegorz Sowa – przedsiębiorca znany z sądowych batalii z ZUS, związany z ruchem 1Polska.pl
- Romuald Starosielec – prezes Jedności Narodu
- Paweł Świtoń – przedsiębiorca, działacz antysystemowy
- Paweł Tanajno – przedsiębiorca, propagator demokracji bezpośredniej
- Rafał Trzaskowski – prezydent Warszawy i wiceprzewodniczący Platformy Obywatelskiej, były minister
- Krzysztof Urbanowicz – przedsiębiorca
- Jerzy Walkowiak – współpracujący z lokalnymi działaczami Prawa i Sprawiedliwości
- Waldemar Witkowski – przewodniczący Unii Pracy, były wicewojewoda wielkopolski
- Stanisław Żółtek – prezes Kongresu Nowej Prawicy i PolExit-u, były eurodeputowany

### Kandydaci
Kolejnym etapem było zarejestrowanie kandydatów na Prezydenta Rzeczypospolitej Polskiej, czego dokonała Państwowa Komisja Wyborcza wobec komitetów, które do 10 czerwca 2020 roku dostarczyły podpisy 100 000 osób popierających daną kandydaturę bądź – co dotyczyło komitetów, które zarejestrowały kandydatury na wybory majowe – zostały uznane za zarejestrowane. Zarejestrowano 11 kandydatów na prezydenta Rzeczypospolitej Polskiej:
| Oficjalni kandydaci | Oficjalni kandydaci              | Oficjalni kandydaci               | Oficjalni kandydaci                               | Oficjalni kandydaci                                 | Oficjalni kandydaci | Oficjalni kandydaci                                                                                   | Oficjalni kandydaci     |
| Zdjęcie             | Imiona i nazwisko                | Data i miejsce urodzenia          | Wykształcenie                                     | Przynależność partyjna                              | Partie udzielające poparcia (łącznie z macierzystymi) | Hasła wyborcze                                                                                        | Logo kampanii wyborczej |
| ------------------- | -------------------------------- | --------------------------------- | ------------------------------------------------- | --------------------------------------------------- | --- | --- | ----------------------- |
|                     | Robert Biedroń                   | 13 kwietnia 1976 (44) Rymanów     | wyższe politologiczne (mgr)                       | Wiosna Roberta Biedronia                            | - Wiosna Roberta Biedronia - Sojusz Lewicy Demokratycznej - Lewica Razem - Polska Partia Socjalistyczna                                                                                   | Nic o was bez was; Bezpieczna Polska w Zjednoczonej Europie                                           |                         |
|                     | Krzysztof Bosak                  | 13 czerwca 1982 (38) Zielona Góra | średnie                                           | Konfederacja Wolność i Niepodległość, Ruch Narodowy | - Konfederacja Wolność i Niepodległość - KORWiN: Koalicja Odnowy Rzeczypospolitej Wolność i Nadzieja - Ruch Narodowy - Konfederacja Korony Polskiej - Partia Kierowców                    | Naprzód Polsko!                                                                                       |                         |
|                     | Andrzej Sebastian Duda           | 16 maja 1972 (48) Kraków          | wyższe prawnicze (dr)                             | bezpartyjny                                         | - Prawo i Sprawiedliwość - Porozumienie Jarosława Gowina - Solidarna Polska - Zjednoczenie Chrześcijańskich Rodzin - Stronnictwo Ludowe „Ojcowizna” RP                                    | Prezydent polskich spraw; Niech żyje Polska!                                                          |                         |
|                     | Szymon Franciszek Hołownia       | 3 września 1976 (43) Białystok    | średnie                                           | bezpartyjny                                         | | Głową i sercem; Pokolenie, nie kadencja; Prezydent różnych Polaków; Kościół i władza na swoje miejsce |                         |
|                     | Marek Jakubiak                   | 30 kwietnia 1959 (61) Warszawa    | średnie                                           | Federacja dla Rzeczypospolitej                      | - Federacja dla Rzeczypospolitej | |                         |
|                     | Władysław Marcin Kosiniak-Kamysz | 10 sierpnia 1981 (38) Kraków      | wyższe medyczne (dr)                              | Polskie Stronnictwo Ludowe                          | - Polskie Stronnictwo Ludowe - Unia Europejskich Demokratów - Ślonzoki Razem | Polska wspólna sprawa; Nadzieja dla Polski                                                            |                         |
|                     | Mirosław Mariusz Piotrowski      | 9 stycznia 1966 (54) Zielona Góra | wyższe historyczne (dr hab.)                      | Ruch Prawdziwa Europa – Europa Christi              | - Ruch Prawdziwa Europa – Europa Christi | Nowoczesny konserwatyzm; Prezydent bezpiecznego jutra                                                 |                         |
|                     | Paweł Jan Tanajno                | 17 grudnia 1975 (44) Warszawa     | wyższe w zakresie zarządzania (mgr)               | bezpartyjny                                         | - Demokracja Bezpośrednia | Nowy prezydent                                                                                        |                         |
|                     | Rafał Kazimierz Trzaskowski      | 17 stycznia 1972 (48) Warszawa    | wyższe w zakresie stosunków międzynarodowych (dr) | Platforma Obywatelska Rzeczypospolitej Polskiej     | - Platforma Obywatelska Rzeczypospolitej Polskiej - Nowoczesna - Inicjatywa Polska - Partia Zieloni - Stronnictwo Demokratyczne - Socjaldemokracja Polska - Wolność i Równość - Sami Swoi | Silny Prezydent, wspólna Polska                                                                       |                         |
|                     | Waldemar Włodzimierz Witkowski   | 29 października 1953 (66) Poznań  | wyższe techniczne (mgr)                           | Unia Pracy                                          | - Unia Pracy - Polska Lewica - Krajowa Partia Emerytów i Rencistów - Komunistyczna Partia Polski                                                                                          | Człowiek ważniejszy od kapitału                                                                       |                         |
|                     | Stanisław Józef Żółtek           | 7 maja 1956 (64) Kraków           | średnie                                           | Kongres Nowej Prawicy, PolExit                      | - Kongres Nowej Prawicy - PolExit | |                         |

## Debaty
- 17 czerwca 2020 – debata telewizyjna przed planowaną pierwszą turą głosowania (TVP1; prowadzący: Michał Adamczyk – TVP)[31]

## Frekwencja

### I tura[32]
- Do godz. 12:00 – 24,08%
- Do godz. 17:00 – 47,89%
- Ostateczna – 64,51%

### II tura[33]
- Do godz. 12:00 – 24,73%
- Do godz. 17:00 – 52,10%
- Ostateczna – 68,18%

## Pierwsze głosowanie (I tura)

### Sondaże

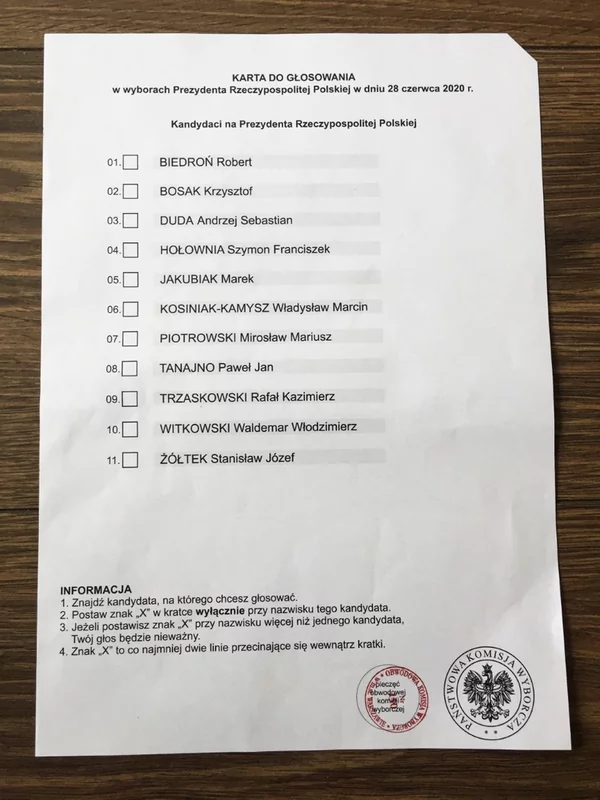
Karta do głosowania

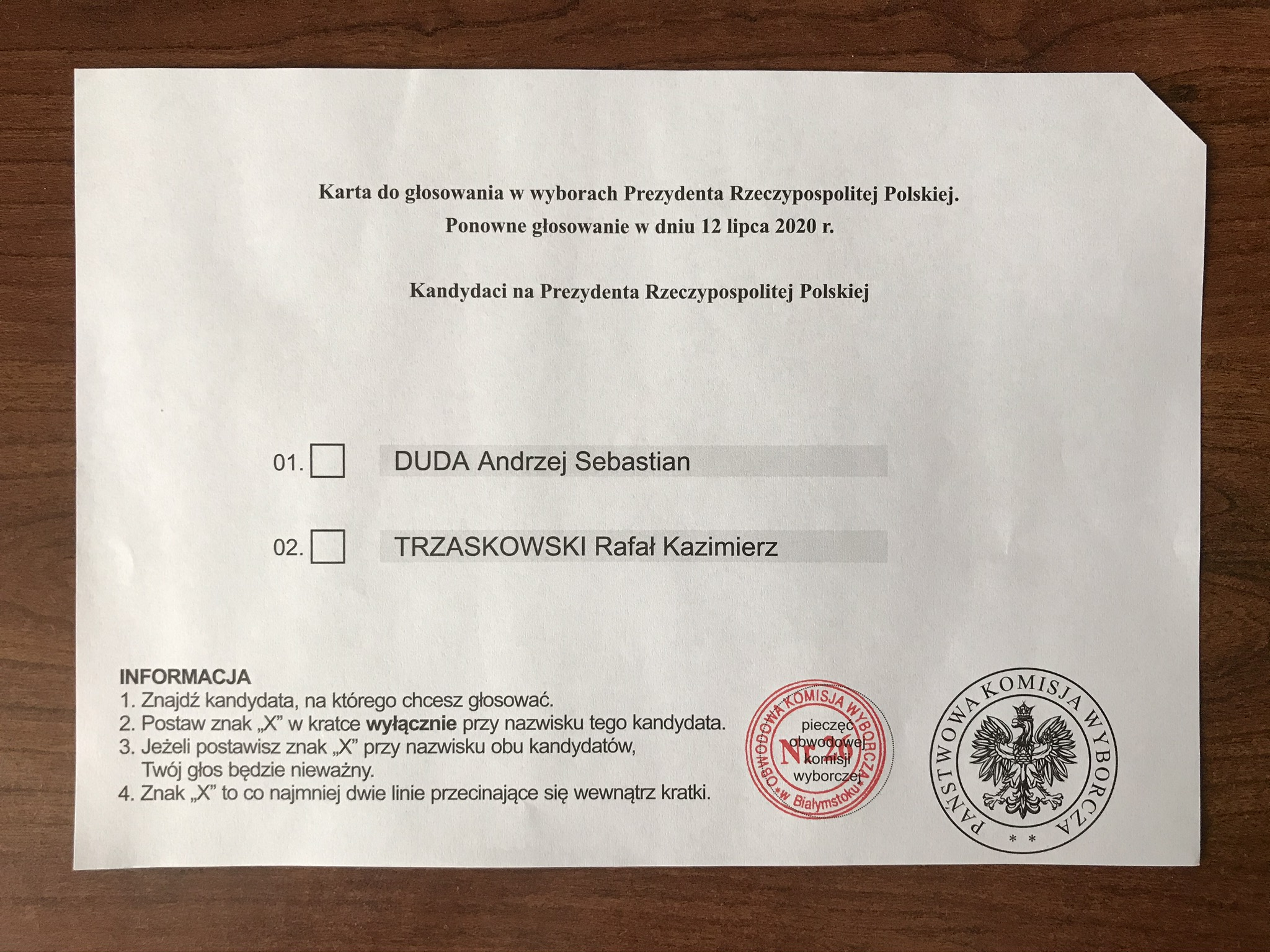
Karta do głosowania w drugiej turze

| Ośrodek           | Data             |                       |                     |                |                 |                           |                         |                     |              |               |              |                    | Niezdecyd. (/odm. odp.) | Inni  |
| Ośrodek           | Data             | Duda bezp. (obóz PiS) | Trzaskowski PO (KO) | Hołownia bezp. | Bosak RN (KWiN) | Kosiniak- Kamysz PSL (KP) | Biedroń Wiosna (Lewica) | Żółtek KNP, PolExit | Jakubiak FdR | Tanajno bezp. | Witkowski UP | Piotrowski Ruch PE | Niezdecyd. (/odm. odp.) | Inni  |
| IPSOS             | Late poll        | 42,9%                 | 30,3%               | 14,0%          | 6,9%            | 2,5%                      | 2,3%                    | 0,3%                | 0,3%         | 0,2%          | 0,3%         | 0,1%               | –                       | –     |
| IPSOS             | Exit poll        | 41,8%                 | 30,4%               | 13,3%          | 7,4%            | 2,6%                      | 2,9%                    | 0,3%                | 0,5%         | 0,3%          | 0,3%         | 0,2%               | –                       | –     |
| IBSP              | 25–26 VI 2020    | 42,31%                | 31,03%              | 13,88%         | 7,41%           | 1,69%                     | 2,54%                   | –                   | –            | –             | –            | –                  | –                       | 1,14% |
| Indicator         | 23–26 VI 2020    | 41,1%                 | 30,2%               | 12,3%          | 7,2%            | 5,4%                      | 3,8%                    | –                   | –            | –             | –            | –                  | –                       | –     |
| IBRiS             | 25 VI 2020       | 41,2%                 | 30,7%               | 12,0%          | 7,2%            | 4,1%                      | 3,9%                    | –                   | –            | –             | –            | –                  | –                       | 1%    |
| Estymator         | 24–25 VI 2020    | 42,7%                 | 28,4%               | 10,3%          | 7,6%            | 6,3%                      | 3,6%                    | <0,5%               | <0,5%        | <0,5%         | <0,5%        | <0,5%              | <0,5%                   | –     |
| Kantar            | 24–25 VI 2020    | 40%                   | 27%                 | 13%            | 7%              | 2%                        | 3%                      | –                   | –            | –             | –            | –                  | 6%                      | –     |
| PGB Opinium       | 23–25 VI 2020    | 40,5%                 | 29,7%               | 11,0%          | 7,3%            | 7,0%                      | 3,8%                    | –                   | –            | –             | –            | –                  | –                       | –     |
| CBOS              | 15–25 VI 2020    | 45%                   | 20%                 | 11%            | 4%              | 4%                        | 2%                      | 0%                  | 0%           | 0%            | 0%           | 0%                 | 14%                     | –     |
| IBRiS             | 24 VI 2020       | 41,1%                 | 26,4%               | 9,7%           | 4,6%            | 5,4%                      | 4,9%                    | 0,3%                | 0,7%         | 0,2%          | 0,1%         | 0,0%               | 6,6%                    | –     |
| IPSOS             | 22–23 VI 2020    | 40%                   | 27%                 | 10%            | 7%              | 5%                        | 4%                      | 0%                  | 0%           | 0%            | 1%           | 0%                 | 4%                      | –     |
| Social Changes    | 19–23 VI 2020    | 41%                   | 29%                 | 13%            | 7%              | 4%                        | 4%                      | 1%                  | 0%           | 1%            | 0%           | 0%                 | –                       | –     |
| Pollster          | 20–21 VI 2020    | 41,38%                | 29,86%              | 11,18%         | 7,34%           | 6,55%                     | 2,93%                   | –                   | –            | –             | –            | –                  | –                       | 0,76% |
| IBRiS             | 20 VI 2020       | 41,0%                 | 27,1%               | 8,9%           | 5,6%            | 7,3%                      | 4,2%                    | 0,5%                | 0,4%         | 0,2%          | 0,0%         | 0,1%               | 4,7%                    | –     |
| IBRiS             | 19–20 VI 2020    | 43,1%                 | 27,4%               | 10,1%          | 6,2%            | 7,5%                      | 4,5%                    | –                   | –            | –             | –            | –                  | –                       | 1,2%  |
| United Survey     | 19 VI 2020       | 41,5%                 | 28,3%               | 8,6%           | 5,4%            | 8,0%                      | 2,2%                    | –                   | –            | –             | –            | –                  | 5,9%                    | 0,2%  |
| Estymator         | 18–19 VI 2020    | 44,6%                 | 29,3%               | 8,9%           | 7,3%            | 6,9%                      | 2,1%                    | –                   | –            | –             | –            | –                  | –                       | 0,9%  |
| IBRiS             | 18 VI 2020       | 41,3%                 | 28,2%               | 8,1%           | 4,6%            | 8,3%                      | 3,8%                    | 0,2%                | 0,1%         | 0,6%          | 0,4%         | 0,0%               | 4,5%                    | –     |
| Kantar            | 17–18 VI 2020    | 40%                   | 32%                 | 10%            | 7%              | 3%                        | 2%                      | 0%                  | 0%           | 0%            | 0%           | 0%                 | 6%                      | –     |
| Pollster          | 16–17 VI 2020    | 40,82%                | 30,28%              | 11,74%         | 6,24%           | 6,06%                     | 3,28%                   | –                   | –            | –             | –            | –                  | –                       | 1,58% |
| IPSOS             | 15–16 VI 2020    | 40%                   | 30%                 | 10%            | 7%              | 4%                        | 2%                      | –                   | –            | –             | –            | –                  | 6%                      | –     |
| Social Changes    | 12–16 VI 2020    | 39%                   | 28%                 | 15%            | 7%              | 6%                        | 3%                      | 0%                  | 1%           | 0%            | –            | 1%                 | –                       | –     |
| Maison & Partners | 12–15 VI 2020    | 37,0%                 | 28,4%               | 14,8%          | 6,3%            | 4,4%                      | 4,0%                    | –                   | –            | –             | –            | –                  | 5,0%                    | –     |
| PGB Opinium       | 12–15 VI 2020    | 40,5%                 | 28,9%               | 10,6%          | 7,3%            | 8,6%                      | 3,8%                    | –                   | –            | –             | –            | –                  | –                       | –     |
| Estymator         | 12–13 VI 2020    | 44,1%                 | 28,3%               | 10,7%          | 7,1%            | 6,6%                      | 2,7%                    | –                   | –            | –             | –            | –                  | –                       | 0,5%  |
| IBRiS             | 12–13 VI 2020    | 40,7%                 | 28,0%               | 7,8%           | 7,1%            | 9,7%                      | 3,0%                    | –                   | –            | –             | –            | –                  | 3,6%                    | –     |
| Pollster          | 9–10 VI 2020     | 41,17%                | 28,14%              | 14,00%         | 4,97%           | 4,99%                     | 5,22%                   | –                   | –            | –             | –            | –                  | –                       | 1,51% |
| Kantar            | 5–10 VI 2020     | 38%                   | 27%                 | 8%             | 6%              | 6%                        | 4%                      | 0%                  | 0%           | 0%            | –            | 0%                 | 11%                     | –     |
| Social Changes    | 5–9 VI 2020      | 40%                   | 29%                 | 15%            | 7%              | 4%                        | 4%                      | 0%                  | 1%           | 0%            | –            | 0%                 | –                       | –     |
| IBRiS             | 5–6 VI 2020      | 42,7%                 | 26,6%               | 7,7%           | 6,9%            | 7,4%                      | 3,4%                    | –                   | 0,1%         | –             | –            | –                  | 5,2%                    | –     |
| Estymator         | 3–4 VI 2020      | 43,1%                 | 25,3%               | 14,4%          | 7,4%            | 6,8%                      | 2,6%                    | –                   | –            | –             | –            | –                  | –                       | 0,4%  |
| CBOS              | 22 V – 4 VI 2020 | 48,6%                 | 16,2%               | 10,7%          | 4,2%            | 4,3%                      | 1,8%                    | 0,0%                | 0,2%         | 0,2%          | –            | 0,0%               | 13,4%                   | 0,3%  |
| Pollster          | 2–3 VI 2020      | 40%                   | 28%                 | 14%            | 7%              | 6%                        | 4%                      | –                   | –            | –             | –            | –                  | –                       | 1%    |
| Social Changes    | 29 V – 2 VI 2020 | 41%                   | 29%                 | 13%            | 6%              | 5%                        | 5%                      | 0%                  | 1%           | 0%            | –            | 0%                 | –                       | –     |
| IBRiS             | 29–30 V 2020     | 41,0%                 | 26,1%               | 12,0%          | 6,5%            | 7,1%                      | 2,3%                    | –                   | –            | –             | –            | –                  | 5,0%                    | –     |
| United Survey     | 29 V 2020        | 41,2%                 | 27,0%               | 12,0%          | 6,6%            | 7,0%                      | 2,2%                    | –                   | –            | –             | –            | –                  | 4,0%                    | –     |
| SWPS              | 28–29 V 2020     | 32%                   | 25%                 | 22%            | 9%              | 5%                        | 6%                      | –                   | –            | –             | –            | –                  | –                       | –     |
| PGB Opinium       | 26–29 V 2020     | 36,5%                 | 25,0%               | 12,0%          | 6,5%            | 8,4%                      | 3,5%                    | 0,0%                | 0,1%         | 0,3%          | –            | 0,0%               | 7,6%                    | –     |
| Pollster          | 26–27 V 2020     | 38,94%                | 26,60%              | 16,41%         | 5,71%           | 5,46%                     | 5,14%                   | –                   | –            | –             | –            | –                  | –                       | 1,74% |
| Social Changes    | 22–25 V 2020     | 40%                   | 27%                 | 17%            | 6%              | 5%                        | 4%                      | 0%                  | 1%           | 0%            | –            | 0%                 | –                       | –     |
| Maison & Partners | N/A V 2020       | 40,9%                 | 23,2%               | 17,5%          | 6,9%            | 3,5%                      | 3,7%                    | –                   | –            | –             | –            | –                  | –                       | –     |
| IBRiS             | 22–23 V 2020     | 41,0%                 | 26,7%               | 10,0%          | 5,0%            | 8,2%                      | 3,0%                    | –                   | –            | –             | –            | –                  | 6,1%                    | –     |
| IBRiS             | 22–23 V 2020     | 42,3%                 | 23,2%               | 11,4%          | 4,0%            | 9,3%                      | 2,7%                    | –                   | –            | –             | –            | –                  | 7,1%                    | –     |
| Estymator         | 21–22 V 2020     | 44,8%                 | 22,1%               | 14,1%          | 5,6%            | 9,2%                      | 3,1%                    | –                   | –            | –             | –            | –                  | –                       | 1,1%  |
| PBS               | 19–20 V 2020     | 35%                   | 21%                 | 19%            | 13%             | 5%                        | 8%                      | –                   | –            | –             | –            | –                  | –                       | –     |
| Kantar            | 18–19 V 2020     | 39%                   | 18%                 | 15%            | 8%              | 3%                        | 2%                      | <1%                 | 2%           | –             | –            | –                  | 12%                     | 1%    |
| Maison & Partners | 15–18 V 2020     | 34%                   | 17%                 | 21%            | 7%              | 6%                        | 6%                      | –                   | –            | –             | –            | –                  | 10%                     | –     |
| Maison & Partners | 15–18 V 2020     | 43%                   | 15%                 | 20%            | 8%              | 5%                        | 5%                      | –                   | –            | –             | –            | –                  | 6%                      | –     |
| Social Changes    | 11–18 V 2020     | 41%                   | 21%                 | 18%            | 6%              | 7%                        | 5%                      | 0%                  | 1%           | 1%            | –            | 0%                 | –                       | –     |
| Pollster          | 15–17 V 2020     | 43,76%                | 16,54%              | 15,88%         | 6,45%           | 9,73%                     | 5,51%                   | 0,08%               | 0,80%        | 0,82%         | –            | 0,43%              | –                       | –     |
| IBRiS             | 16 V 2020        | 43,2%                 | 16,0%               | 9,9%           | 6,8%            | 9,6%                      | 6,8%                    | –                   | –            | –             | –            | –                  | 7,7%                    | –     |
| United Survey     | 15 V 2020        | 43,7%                 | 14,0%               | 13,3%          | 6,9%            | 9,8%                      | 5,2%                    | –                   | –            | –             | –            | –                  | 7,1%                    | –     |
| Kantar Public     | 15 V 2020        | 51%                   | 11%                 | 17%            | 5%              | 6%                        | 3%                      | 0%                  | 1%           | 0%            | –            | 0%                 | 6%                      | –     |

### Oficjalne wyniki

Wyniki I tury wyborów w poszczególnych powiatach

Wyniki II tury wyborów w poszczególnych powiatach

Obwieszczenie o wynikach I tury wyborów Państwowa Komisja Wyborcza sporządziła 30 czerwca 2020.
| Kandydat       | Kandydat                         | Głosy      | Procent |
| -------------- | -------------------------------- | ---------- | ------- |
|                | Andrzej Sebastian Duda           | 8 450 513  | 43,50%  |
|                | Rafał Kazimierz Trzaskowski      | 5 917 340  | 30,46%  |
|                | Szymon Franciszek Hołownia       | 2 693 397  | 13,87%  |
|                | Krzysztof Bosak                  | 1 317 380  | 6,78%   |
|                | Władysław Marcin Kosiniak-Kamysz | 459 365    | 2,36%   |
|                | Robert Biedroń                   | 432 129    | 2,22%   |
|                | Stanisław Józef Żółtek           | 45 419     | 0,23%   |
|                | Marek Jakubiak                   | 33 652     | 0,17%   |
|                | Paweł Jan Tanajno                | 27 909     | 0,14%   |
|                | Waldemar Włodzimierz Witkowski   | 27 290     | 0,14%   |
|                | Mirosław Mariusz Piotrowski      | 21 065     | 0,11%   |
| Głosy nieważne | Głosy nieważne                   | 58 301     | 0,30%   |
| Razem          | Razem                            | 19 483 760 | 100%    |
| Frekwencja     | Frekwencja                       | Frekwencja | 64,51%  |

|                     | Andrzej Duda | Andrzej Duda | Rafał Trzaskowski | Rafał Trzaskowski | Szymon Hołownia | Szymon Hołownia | Krzysztof Bosak | Krzysztof Bosak | Władysław Kosiniak-Kamysz | Władysław Kosiniak-Kamysz | Robert Biedroń | Robert Biedroń | Stanisław Żółtek | Stanisław Żółtek | Marek Jakubiak | Marek Jakubiak | Paweł Tanajno | Paweł Tanajno | Waldemar Witkowski | Waldemar Witkowski | Mirosław Piotrowski | Mirosław Piotrowski | Frekwencja | Frekwencja |
| Województwo         | #            | %            | #                 | %                 | #               | %               | #               | %               | #                         | %                         | #              | %              | #                | %                | #              | %              | #             | %             | #                  | %                  | #                   | %                   | #          | %          |
| ------------------- | ------------ | ------------ | ----------------- | ----------------- | --------------- | --------------- | --------------- | --------------- | ------------------------- | ------------------------- | -------------- | -------------- | ---------------- | ---------------- | -------------- | -------------- | ------------- | ------------- | ------------------ | ------------------ | ------------------- | ------------------- | ---------- | ---------- |
| dolnośląskie        | 545 001      | 38,21%       | 512 357           | 35,92%            | 201 050         | 14,09%          | 91 793          | 6,44%           | 27 210                    | 1,91%                     | 37 245         | 2,61%          | 3 542            | 0,25%            | 2 323          | 0,16%          | 2 356         | 0,17%         | 2 163              | 0,15%              | 1 353               | 0,09%               | 1 426 393  | 63,47%     |
| kujawsko-pomorskie  | 380 191      | 39,54%       | 322 961           | 33.59%            | 148 597         | 15.46%          | 56 532          | 5,88%           | 24 234                    | 2,52%                     | 22 250         | 2,31%          | 2 083            | 0,22%            | 1 310          | 0,14%          | 1 309         | 0,14%         | 1 082              | 0,11%              | 912                 | 0,09%               | 961 460    | 61,03%     |
| lubelskie           | 591 234      | 56,67%       | 201 571           | 19,32%            | 108 987         | 10,45%          | 83 403          | 7,99%           | 31 756                    | 3,04%                     | 17 010         | 1,63%          | 2 561            | 0,25%            | 2 095          | 0,20%          | 1 430         | 0,14%         | 1 027              | 0,10%              | 2 268               | 0,22%               | 1 043 342  | 62,32%     |
| lubuskie            | 161 894      | 34,19%       | 174 894           | 36,94%            | 84 590          | 17,87%          | 28 743          | 6,07%           | 9 583                     | 2,02%                     | 10 413         | 2,20%          | 913              | 0,19%            | 686            | 0,14%          | 756           | 0,16%         | 572                | 0,12%              | 405                 | 0,09%               | 473 449    | 61,41%     |
| łódzkie             | 589 185      | 46,63%       | 363 209           | 28,74%            | 163 294         | 12,92%          | 77 759          | 6,15%           | 31 245                    | 2,47%                     | 29 022         | 2,30%          | 2 901            | 0,23%            | 2 143          | 0,17%          | 1 824         | 0,14%         | 1 703              | 0,13%              | 1 322               | 0,10%               | 1 263 607  | 65,65%     |
| małopolskie         | 912 452      | 51,11%       | 426 950           | 23,92%            | 206 034         | 11,54%          | 138 603         | 7,76%           | 52 483                    | 2,94%                     | 34 230         | 1,92%          | 5 015            | 0,28%            | 3 217          | 0,18%          | 2 116         | 0,12%         | 2 371              | 0,13%              | 1 763               | 0,10%               | 1 785 234  | 67,22%     |
| mazowieckie         | 1 305 649    | 40,71%       | 1 099 956         | 34,30%            | 408 502         | 12,74%          | 209 037         | 6,52%           | 72 663                    | 2,27%                     | 81 797         | 2,55%          | 7 706            | 0,24%            | 7 104          | 0,22%          | 4 850         | 0,15%         | 6 128              | 0,19%              | 3 513               | 0,11%               | 3 206 905  | 70,34%     |
| opolskie            | 176 552      | 40,46%       | 139 125           | 31,88%            | 72 609          | 16,64%          | 26 661          | 6,11%           | 10 146                    | 2,33%                     | 8 039          | 1,84%          | 919              | 0,21%            | 702            | 0,16%          | 622           | 0,14%         | 536                | 0,12%              | 440                 | 0,10%               | 436 351    | 56,68%     |
| podkarpackie        | 646 103      | 60,69%       | 172 789           | 16,23%            | 100 742         | 9,46%           | 95 350          | 8,96%           | 27 287                    | 2,56%                     | 14 802         | 1,39%          | 2 341            | 0,22%            | 1 947          | 0,18%          | 1 122         | 0,11%         | 875                | 0,08%              | 1 201               | 0,11%               | 1 064 559  | 63,37%     |
| podlaskie           | 280 113      | 50,59%       | 114 076           | 20,60%            | 92 088          | 16,63%          | 42 823          | 7,73%           | 11 681                    | 2,11%                     | 8 746          | 1,58%          | 1 299            | 0,23%            | 1 024          | 0,18%          | 747           | 0,13%         | 602                | 0,11%              | 518                 | 0,09%               | 553 717    | 60,35%     |
| pomorskie           | 397 169      | 33,82%       | 453 006           | 38,58%            | 189 390         | 16,13%          | 72 978          | 6,22%           | 30 155                    | 2,57%                     | 22 400         | 1,91%          | 2 716            | 0,23%            | 1 702          | 0,14%          | 1 795         | 0,15%         | 1 671              | 0,14%              | 1 210               | 0,10%               | 1 174 192  | 65,55%     |
| śląskie             | 913 241      | 41,22%       | 693 193           | 31,28%            | 341 169         | 15,39%          | 157 010         | 7,08%           | 42 625                    | 1,92%                     | 50 805         | 2,29%          | 5 399            | 0,24%            | 3 565          | 0,16%          | 3 535         | 0,16%         | 3 047              | 0,14%              | 2 429               | 0,11%               | 2 216 198  | 64,32%     |
| świętokrzyskie      | 343 752      | 56,02%       | 130 670           | 21,29%            | 62 383          | 10,17%          | 42 544          | 6,93%           | 14 494                    | 3,18%                     | 10 728         | 1,75%          | 1 214            | 0,20%            | 1 018          | 0,17%          | 668           | 0,11%         | 555                | 0,09%              | 614                 | 0,10%               | 613 640    | 62,09%     |
| warmińsko-mazurskie | 253 931      | 40,10%       | 208 922           | 33,00%            | 93 598          | 14,78%          | 42 365          | 6,69%           | 15 689                    | 2,48%                     | 14 025         | 2,21%          | 1 261            | 0,20%            | 1 062          | 0,17%          | 959           | 0,15%         | 755                | 0,12%              | 625                 | 0,10%               | 633 192    | 57,13%     |
| wielkopolskie       | 666 539      | 37,85%       | 595 803           | 33,83%            | 293 107         | 16,64%          | 106 367         | 6,04%           | 44 134                    | 2,51%                     | 41 200         | 2,34%          | 3 932            | 0,22%            | 2 543          | 0,14%          | 2 498         | 0,14%         | 3 246              | 0,18%              | 1 698               | 0,10%               | 1 761 067  | 65,49%     |
| zachodniopomorskie  | 287 328      | 35,38%       | 307 858           | 37,91%            | 127 257         | 15,67%          | 45 412          | 5,59%           | 16 735                    | 2,06%                     | 21 662         | 2,67%          | 1 617            | 0,20%            | 1 211          | 0,15%          | 1 322         | 0,16%         | 1 041              | 0,13%              | 710                 | 0,09%               | 812 153    | 61,69%     |
| Polska              | 8 450 513    | 43,50%       | 5 917 340         | 30,46%            | 2 693 397       | 13,87%          | 1 317 380       | 6,78%           | 459 365                   | 2,36%                     | 432 129        | 2,22%          | 45 419           | 0,23%            | 33 652         | 0,17%          | 27 909        | 0,14%         | 27 290             | 0,14%              | 21 065              | 0,11%               | 19 483 760 | 64,51%     |

## Ponowne głosowanie (II tura)

### Kandydaci
Zgodnie z Kodeksem wyborczym, prawo kandydowania w ponownym głosowaniu uzyskują dwaj kandydaci z największą liczbą oddanych na nich głosów, jeśli żaden z nich nie przekroczył progu 50% głosów ważnych w pierwszym głosowaniu.
| Kandydaci: |                             |                                |                                                 | |                                                                |
| Zdjęcie    | Imiona i nazwisko           | Data i miejsce urodzenia       | Przynależność partyjna                          | Partie udzielające poparcia | Kandydaci z pierwszej tury deklarujący poparcie                |
|            | Andrzej Sebastian Duda      | 16 maja 1972 (48) Kraków       | bezpartyjny                                     | - Prawo i Sprawiedliwość - Porozumienie Jarosława Gowina - Solidarna Polska - Zjednoczenie Chrześcijańskich Rodzin - Stronnictwo Ludowe „Ojcowizna” RP - Unia Polityki Realnej - Piast – Jedność Myśli Europejskich Narodów - Prawica Rzeczypospolitej - Federacja dla Rzeczypospolitej - Samoobrona | - Marek Jakubiak                                               |
|            | Rafał Kazimierz Trzaskowski | 17 stycznia 1972 (48) Warszawa | Platforma Obywatelska Rzeczypospolitej Polskiej | - Nowoczesna - Inicjatywa Polska - Partia Zieloni - Stronnictwo Demokratyczne - Socjaldemokracja Polska - Wolność i Równość - Sami Swoi - Unia Europejskich Demokratów - Liga Polskich Rodzin - Twój Ruch                                                                                            | - Robert Biedroń - Szymon Hołownia - Władysław Kosiniak-Kamysz |

### Debaty
Przed drugą turą nie odbyła się żadna debata pomiędzy kandydatami. 6 lipca 2020 w TVP występował jedynie Andrzej Duda, gdyż zaproszenia do debaty telewizyjnej nie przyjął Rafał Trzaskowski (prowadzącym był Michał Adamczyk). Rafał Trzaskowski w tym czasie odpowiadał na pytania dziennikarzy z kilkunastu zróżnicowanych profilowo redakcji w ramach Areny Prezydenckiej (emitowanej w telewizji w stacjach TVN24, TVN24 BiS i Polsat News), na którą z kolei zaproszenia nie przyjął Andrzej Duda.

### Sondaże
| Ośrodek           | Data               |                       |                     | Niezdecyd. (/odm. odp.) |
| Ośrodek           | Data               | Duda bezp. (obóz PiS) | Trzaskowski PO (KO) | Niezdecyd. (/odm. odp.) |
| IPSOS             | Late poll          | 51,0%                 | 49,0%               | –                       |
| IPSOS             | Late poll          | 50,8%                 | 49,2%               | –                       |
| IPSOS             | Exit poll          | 50,4%                 | 49,6%               | –                       |
| Indicator         | 9–10 VII 2020      | 51,9%                 | 48,1%               | –                       |
| CBOS              | 8–10 VII 2020      | 44,4%                 | 44,6%               | 11%                     |
| Social Changes    | 8–10 VII 2020      | 47%                   | 46%                 | 7%                      |
| IBRiS             | 9 VII 2020         | 45,7%                 | 47,4%               | 6,9%                    |
| Kantar            | 8–9 VII 2020       | 45,9%                 | 46,4%               | 7,7%                    |
| Pollster          | 8–9 VII 2020       | 50,72%                | 49,28%              | –                       |
| Indicator         | 8–9 VII 2020       | 45,9%                 | 44,7%               | 9,4%                    |
| PGB Opinium       | 7–9 VII 2020       | 49,16%                | 50,84%              | –                       |
| CBOS              | 29 VI – 9 VII 2020 | 50%                   | 38%                 | 12%                     |
| IBRiS             | 8 VII 2020         | 44,4%                 | 45,3%               | 10,3%                   |
| Estymator         | 7–8 VII 2020       | 50,0%                 | 45,7%               | 4,3                     |
| IPSOS             | 7–8 VII 2020       | 50%                   | 47%                 | 3%                      |
| Kantar            | 3–8 VII 2020       | 44%                   | 45%                 | 11%                     |
| Social Changes    | 3–7 VII 2020       | 47%                   | 46%                 | 7%                      |
| IBRiS             | 4 VII 2020         | 48,7%                 | 47,8%               | 3,5%                    |
| United Survey     | 4 VII 2020         | 46,8%                 | 45,9%               | 7,4%                    |
| IBRiS             | 4 VII 2020         | 45,9%                 | 47,2%               | 6,9%                    |
| PGB Opinium       | 2–4 VII 2020       | 49,62%                | 50,38%              | –                       |
| Estymator         | 2–3 VII 2020       | 50,9%                 | 49,1%               | –                       |
| Kantar            | 2–3 VII 2020       | 46%                   | 47%                 | 7%                      |
| Indicator         | 30 VI – 2 VII 2020 | 50,7%                 | 49,3%               | –                       |
| Pollster          | 1–2 VII 2020       | 51,14%                | 48,86%              | –                       |
| IBRiS             | 1 VII 2020         | 49,0%                 | 46,4%               | 4,6%                    |
| IPSOS             | 30 VI – 1 VII 2020 | 48%                   | 49%                 | 3%                      |
| Kantar            | 30 VI 2020         | 44%                   | 45%                 | 11%                     |
| Indicator         | 28 VI 2020         | 50,9%                 | 49,1%               | –                       |
| Kantar            | 28 VI 2020         | 45,4%                 | 44,7%               | 9,9%                    |
| Social Changes    | 26–27 VI 2020      | 48%                   | 43%                 | 9%                      |
| IBRiS             | 26 VI 2020         | 45,8%                 | 48,1%               | 6,1%                    |
| IBSP              | 25–26 VI 2020      | 48,51%                | 51,49%              | –                       |
| Indicator         | 23–26 VI 2020      | 50,9%                 | 49,1%               | –                       |
| Estymator         | 24–25 VI 2020      | 50,6%                 | 49,4%               | –                       |
| Pollster          | 24–25 VI 2020      | 44,83%                | 46,48%              | 8,69%                   |
| Kantar            | 24–25 VI 2020      | 47%                   | 45%                 | 8%                      |
| PGB Opinium       | 23–25 VI 2020      | 47,3%                 | 48,0%               | 4,7%                    |
| IBRiS             | 24 VI 2020         | 48,7%                 | 47,5%               | 3,8%                    |
| IPSOS             | 22–23 VI 2020      | 43%                   | 47%                 | 9%                      |
| Social Changes    | 19–23 VI 2020      | 46%                   | 44%                 | 10%                     |
| Pollster          | 22 VI 2020         | 51%                   | 49%                 | –                       |
| IBRiS             | 20 VI 2020         | 45,6%                 | 45,5%               | 8,9%                    |
| IBRiS             | 19–20 VI 2020      | 45,2%                 | 46,0%               | 8,8%                    |
| United Survey     | 19 VI 2020         | 45,8%                 | 46,9%               | 7,4%                    |
| Estymator         | 18–19 VI 2020      | 50,9%                 | 49,1%               | –                       |
| Kantar            | 17–18 VI 2020      | 48%                   | 48%                 | 4%                      |
| IPSOS             | 16–17 VI 2020      | 46%                   | 46%                 | 8%                      |
| Social Changes    | 12–16 VI 2020      | 45%                   | 43%                 | 12%                     |
| Maison & Partners | 12–15 VI 2020      | 43%                   | 46%                 | 11%                     |
| Estymator         | 12–13 VI 2020      | 50,7%                 | 49,3%               | –                       |
| IBRiS             | 12–13 VI 2020      | 48,8%                 | 48,0%               | 3,2%                    |
| Pollster          | 9–10 VI 2020       | 53%                   | 47%                 | –                       |
| Kantar            | 5–10 VI 2020       | 41%                   | 43%                 | 16%                     |
| Social Changes    | 5–9 VI 2020        | 47%                   | 45%                 | 8%                      |
| Estymator         | 3–4 VI 2020        | 51,1%                 | 48,9%               | –                       |
| Pollster          | 2–3 VI 2020        | 53%                   | 47%                 | –                       |
| Social Changes    | 29 V – 2 VI 2020   | 46%                   | 42%                 | 12%                     |
| United Survey     | 29 V 2020          | 44,5%                 | 44,3%               | 11,2%                   |
| IBRiS             | 29 V 2020          | 49,0%                 | 46,4%               | 4,6%                    |
| SWPS              | 28–29 V 2020       | 43%                   | 57%                 | –                       |
| PGB Opinium       | 26–29 V 2020       | 48,5%                 | 47,5%               | 4%                      |
| Pollster          | 26–27 V 2020       | 51,32%                | 48,68%              | –                       |
| Social Changes    | 22–25 V 2020       | 46%                   | 45%                 | 9%                      |
| Maison & Partners | N/A V 2020         | 49%                   | 42%                 | 9%                      |
| IBRiS             | 22–23 V 2020       | 49,6%                 | 44,7%               | 5,7%                    |
| Estymator         | 21–22 V 2020       | 54,2%                 | 45,8%               | –                       |
| Kantar            | 18–19 V 2020       | 48%                   | 41%                 | 11%                     |
| Social Changes    | 11–18 V 2020       | 48%                   | 41%                 | 11%                     |
| Pollster          | 15–17 V 2020       | 53%                   | 47%                 | –                       |
| United Survey     | 15 V 2020          | 49,3%                 | 40,5%               | 10,2%                   |
| IBSP              | 31 I – 6 II 2019   | 47,9%                 | 49,3%               | 2,8%                    |

### Oficjalne wyniki
Obwieszczenie o wynikach II tury wyborów Państwowa Komisja Wyborcza sporządziła 13 lipca 2020.
| Kandydat       | Kandydat                    | Głosy      | Procent |
| -------------- | --------------------------- | ---------- | ------- |
|                | Andrzej Sebastian Duda      | 10 440 648 | 51,03%  |
|                | Rafał Kazimierz Trzaskowski | 10 018 263 | 48,97%  |
| Głosy nieważne | Głosy nieważne              | 177 724    | 0,86%   |
| Razem          | Razem                       | 20 636 635 | 100%    |
| Frekwencja     | Frekwencja                  | Frekwencja | 68,18%  |

|                     | Andrzej Duda | Andrzej Duda | Rafał Trzaskowski | Rafał Trzaskowski | Frekwencja | Frekwencja |
| Województwo         | #            | %            | #                 | %                 | #          | %          |
| ------------------- | ------------ | ------------ | ----------------- | ----------------- | ---------- | ---------- |
| dolnośląskie        | 663 831      | 44,61%       | 824 109           | 55,39%            | 1 487 940  | 66,99%     |
| kujawsko-pomorskie  | 476 278      | 46,77%       | 542 472           | 53,23%            | 1 019 200  | 65,31%     |
| lubelskie           | 725 423      | 66,31%       | 368 630           | 33,69%            | 1 094 083  | 66,06%     |
| lubuskie            | 199 589      | 40,20%       | 296 849           | 59,80%            | 496 438    | 64,95%     |
| łódzkie             | 718 404      | 54,46%       | 600 673           | 45,54%            | 1 319 077  | 69,68%     |
| małopolskie         | 1 107 590    | 59,65%       | 749 165           | 40,35%            | 1 856 755  | 70,38%     |
| mazowieckie         | 1 630 646    | 47,74%       | 1 784 947         | 52,26%            | 3 415 293  | 73,80%     |
| opolskie            | 215 648      | 47,36%       | 239 682           | 52,64%            | 455 330    | 59,92%     |
| podkarpackie        | 785 645      | 70,92%       | 322 133           | 29,08%            | 1 107 778  | 66,49%     |
| podlaskie           | 352 489      | 60,14%       | 233 621           | 39,86%            | 586 110    | 64,33%     |
| pomorskie           | 512 916      | 40,16%       | 764 363           | 59,84%            | 1 277 279  | 70,04%     |
| śląskie             | 1 110 430    | 49,00%       | 1 155 697         | 51,00%            | 2 266 127  | 66,91%     |
| świętokrzyskie      | 419 367      | 64,41%       | 231 748           | 35,59%            | 651 115    | 66,37%     |
| warmińsko-mazurskie | 325 723      | 46,84%       | 369 736           | 53,16%            | 695 459    | 62,14%     |
| wielkopolskie       | 829 839      | 45,08%       | 1 010 879         | 54,92%            | 1 840 718  | 69,25%     |
| zachodniopomorskie  | 367 096      | 41,24%       | 523 113           | 58,76%            | 890 209    | 66,39%     |
| Polska              | 10 440 648   | 51,03%       | 10 018 263        | 48,97%            | 20 636 635 | 68,18%     |

## Głosowanie korespondencyjne
Ustawa z 2 czerwca 2020, dotycząca zasad organizacji wyborów prezydenckich w 2020, przewidziała hybrydową metodę głosowania – tradycyjnie oraz drogą korespondencyjną. Do tej pory możliwość głosowania korespondencyjnego miały jedynie osoby niepełnosprawne i wyborcy za granicą. W tych wyborach mógł to zrobić każdy, kto wyraził taką wolę. W I turze taki zamiar zgłosiło 143,5 tys. osób.
Ponadto w dwóch gminach w Polsce – Baranów w powiecie kępińskim oraz Marklowice w powiecie wodzisławskim – ze względu na wysoki wskaźnik liczby aktywnych przypadków występowania wirusa SARS-CoV-2, zgodnie z rekomendacją Ministerstwa Zdrowia wybory odbywały się tylko w formie korespondencyjnej.

## Ważność wyborów
3 sierpnia 2020 Sąd Najwyższy w składzie Izby Kontroli Nadzwyczajnej i Spraw Publicznych na podstawie sprawozdania z wyborów przedstawionego przez Państwową Komisję Wyborczą oraz po rozpoznaniu protestów podjął uchwałę o ważności wyboru prezydenta dokonanego 12 lipca 2020.

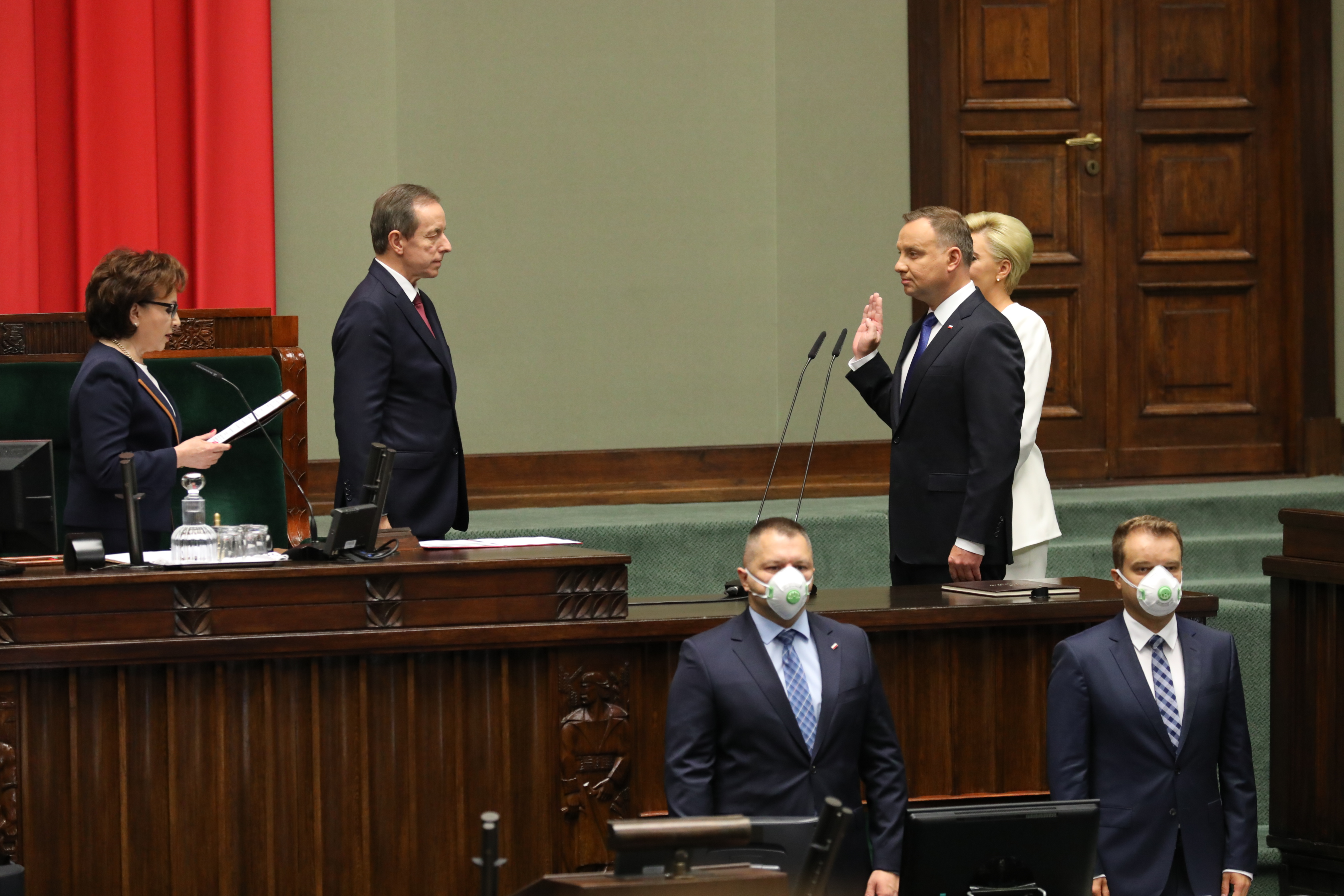
Uroczystość zaprzysiężenia Prezydenta RP Andrzeja Dudy przed Zgromadzeniem Narodowym (6 sierpnia 2020)

Sąd Najwyższy w uchwale z 23 stycznia 2020 stwierdził, że skład Izby Kontroli Nadzwyczajnej i Spraw Publicznych nie jest należytym obsadzeniem sądu.

## Zaprzysiężenie prezydenta
16 lipca 2020 marszałek Sejmu Elżbieta Witek wydała postanowienie w sprawie zwołania Zgromadzenia Narodowego w celu złożenia przysięgi przez nowo wybranego Prezydenta Rzeczypospolitej Polskiej. Zgromadzenie to odbyło się 6 sierpnia 2020 o godz. 10:00 w sali plenarnej Sejmu.